# 3096 Dias (filme)
3096 Tage (em alemão) ou 3096 Days (em inglês)  (bra/prt: 3096 Dias) é um filme alemão dos gêneros drama, biografia e suspense, produzido pela Constantin Film e distribuído pela Paris Filmes. O longa-metragem é baseado no livro autobiográfico da austríaca Natascha Kampusch, traduzido no Brasil como 3096 Dias.
O filme foi dirigido por Sherry Hormann, e estrelado por Antonia Campbell-Hughes, Thure Lindhardt, Amelia Pidgeon, Trine Dyrholm e Dearbhla Molloy. Foi exibido nos cinemas alemães em 28 de fevereiro, e em Portugal e no Brasil o filme teve a sua estreia antecipada para o dia 4 de julho de 2013. O filme conta a estória de Natascha Kampusch durante seu sequestro ocorrido entre 1998 e 2006, em Viena, Áustria. Neste período em que estava confinada, é mostrado a estranha relação de Natascha com Wolfgang Priklopil, seu sequestrador abusivo.
O longa-metragem foi a princípio escrito por Bernd Eichinger, sendo que o roteiro acabou ficando inacabado pela morte súbita de Eichinger. Portanto, Martin Moskowicz, chefe de TV e Cinema na Constantin Film, assumiu a função de produzir, junto com a escritora Ruth Thoma, o roteiro inacabado de Eichinger para 3096 Dias de Cativeiro.

## Enredo
A cena inicial de 3096 Dias de Cativeiro mostra um prólogo do que estava para acontecer anos mais tarde, Natascha, supervisionada de longe por Wolfgang, entra no banheiro feminino e espera ansiosamente uma mulher qualquer chegar, ao ver uma moça, Natascha se aproxima e fala seu nome e diz que foi sequestrada, sem saber que Wolfgang estava ouvindo tudo do lado de fora e prestes a castigá-la. Tempos atrás, mostra a vida de Natascha antes do sequestro, com seus 10 anos, Natascha acorda e começa uma discussão banal com sua mãe (Trine Dyrholm). Irritada, Natascha bate a porta e sai de casa rumo à escola. Sua mãe chega a sair à varanda, na esperança de dizer algumas palavras de reconciliação, mas a menina já havia ido embora.
Alguns minutos depois, Natascha cruza com Wolfgang Priklopil e vê seu destino mudar. Tenta gritar, mas é arrastada para o furgão branco do homem, que sai em disparada. O sequestro não foi um ato espontâneo. Wolfgang, técnico de comunicação desempregado, havia planejado a ação. Em sua casa no subúrbio de Viena, havia construído um quarto no pequeno porão para prender a menina – em teoria para sempre. O único acesso ao quarto era através de um pequeno túnel, cuja porta era bloqueada por um enorme cofre. Wolfgang vivia sozinho. As poucas visitas que recebia eram da mãe, que lhe levava comida. A polícia procurou Natascha Kampusch por semanas e o rosto da garota era divulgado no noticiário. Dois policiais visitam a casa de Wolfgang, já que seu furgão correspondia à descrição do veículo que estavam procurando. Ele, porém, não levantou suspeitas, apesar de não ter um álibi.
Semanas, meses e anos sofrendo abusos psicológicos, verbais e físicos, Natascha, aos poucos, faz com que Wolfgang tenha confiança nela, como quando ele a deixa sair de seu cativeiro e andar pelos corredores da casa, no entanto, sendo sempre supervisionada pelo próprio em tom ameaçador. Depois de 2000 dias, Natascha se deleita um pouco mais da liberdade, indo até a um mercado com ele, no entanto, sem maneira de escapar, pois Wolfgang fala que irá matá-la caso ela faça algo que comprometa o sequestro. Ao voltar, ela percebe que poderia ter uma chance de fugir, mas não aproveitou e, por impulso, resolve se suicidar ao inalar fumaça, mas desiste. Depois de 2800 dias, mostra o que ocorrera no começo do filme, quando Wolfgang leva Natascha para esquiar em uma montanha e, ao tentar avisar para uma moça russa que ela foi sequestrada, os idiomas diferentes das duas impediu uma comunicação adequada e, por fim, a moça russa não a entendeu, não ajudando Natascha.
Wolfgang então, após alguns dias, resolve vender a van na qual usou para sequestrar Natascha para ambos terem mais dinheiro. Enquanto limpava o interior da van, Wolfgang começa a conversar no telefone com o comprador e, com o barulho do aspirador, resolve se distanciar para ouvir melhor. Aproveitando o descuido, Natascha corre pelo portão da casa e foge para a vizinhança. Ao encontrar uma idosa dentro de uma casa, Natascha grita seu nome e fala que foi sequestrada. Quando chega a polícia, eles a levam para um outro local, dando-se a notícia que Wolfgang se suicidou, aguardando a passagem do trem deitado em cima do trilho. Já no final, Natascha reencontra-se com sua mãe e, depois de vários anos, percebe que não está mais em cativeiro, após 3096 dias.

## Elenco
| - Antonia Campbell-Hughes (adolescente) como Natascha Kampusch - Amelia Pidgeon (criança) como Natascha Kampusch - Thure Lindhardt como Wolfgang Priklopil - Trine Dyrholm como a mãe de Natascha - Dearbhla Molloy como a mãe de Wolfgang - Roeland Wiesnekker como o pai de Natascha - Ellen Schwiers como a avó de Natascha - Erni Mangold como a avó de Wolfgang | - Sebastian Weber como Ernst Holzapfel - Angelina Noa como moça russa - Tina Grawe - Nicholas Reinke - Thomas Loibl - Michael A. Grimm como um policial - Heike Koslowski como uma policial - Ulla Geiger como uma mulher idosa - Vlasto Peyitch como jornalista (não creditado) |

## Produção
“Trazendo o ponto de vista de quem está de fora, Antonia Campbell-Hughes e Thure Lindhardt irão captar perfeitamente a essência do enredo: é uma história universal -- a insanidade dos atos estão neles mesmos, não importa onde eles ocorram”

— Sherry Hormann, diretora do longa.
O longa-metragem, baseado no livro autobiográfico da austríaca Natascha Kampusch, traduzido no Brasil como 3096 Dias, começou a ser adaptado para o cinema por Bernd Eichinger, sendo que o roteiro acabou ficando inacabado pela morte súbita de Eichinger. Portanto, Martin Moskowicz, chefe de TV e Cinema na Constantin Film, assumiu a função de produzir, junto com a escritora Ruth Thoma, o roteiro inacabado de Eichinger para 3096 Dias de Cativeiro. Os atores, nos papéis dos protagonistas, começaram a serem escalados para o filme no começo de 2012, incluindo a atriz irlandesa Antonia Campbell-Hughes, que interpreta Natascha Kampusch, e os atores dinamarqueses Thure Lindhardt, no papel de Wolfgang Priklopil, e Trine Dyrholm como a mãe de Natascha.
O filme começou a ser produzido em maio de 2012 na Alemanha, apesar de haver rumores que afirmam que as filmagens se iniciariam em 2011. A principal localização das gravações foi em Munique, ao invés de Viena (local onde Natascha foi mantida em cativeiro), apesar desta confirmação ter vinda pelos próprios produtores, não obstante certas cenas foram filmadas em Viena para melhores detalhes. É também observado que, durante a cena em que Natascha viaja com Wolfgang para esquiar, o local foi filmado nas montanhas tirolesas da Áustria. Para que o filme fosse capaz de ter uma boa comercialização internacional, os atores do filme tiveram cenas filmadas em inglês. A estreia mundial do filme foi em 25 de fevereiro de 2013 no distrito de Viena, onde várias pessoas, inclusive Natascha, assistiram o filme.
Desde 28 de fevereiro de 2013, o filme podia ser visto tanto nos cinemas alemães como austríacos. 3096 Tage foi lançado no circuito comercial dos cinemas da Áustria uma semana depois da sua estreia mundial, tendo finalizado a primeira semana em exibição com 30 000 espectadores. Na Alemanha, na primeira semana de estreia, o filme ocupou o quinto lugar na bilheteria, com 144 000 espectadores. No final de 2012, havia preocupações sobre a perda de peso drástica de Campbell-Hughes (atriz que interpretou Natascha Kampusch) para o filme, no entanto, ela declarou em uma entrevista no Evening Standard que Campbell "queria sofrer tanto quanto ela - Kampusch - sofreu", ela revela também que interpretar Natascha "foi uma grande responsabilidade, mas também uma grande honra".